# Eleutherococcus sessiliflorus
Eleutherococcus sessiliflorus är en araliaväxtart som först beskrevs av Franz Josef Ivanovich Ruprecht och Carl Maximowicz, och fick sitt nu gällande namn av Shiu Ying Hu. Eleutherococcus sessiliflorus ingår i släktet Eleutherococcus och familjen Araliaceae.

## Underarter
Arten delas in i följande underarter:
- E. s. parviceps
- E. s. sessiliflorus